# Hieracium glaucinum
Épervière précoce, Épervière bleuâtre
Espèce
L'Épervière précoce ou Épervière bleuâtre (Hieracium glaucinum) est une espèce de plante à fleurs de la famille des Astéracées.
C'est une plante herbacée vivace.

## Répartition
On la trouve en Europe de l'Ouest.